# Штитар
Штитар је насеље у општини Шабац, у Мачванском округу, у Србији. Према попису из 2022. било је 1781 становника.

## Историја
Поуздано се зна да је Штитар био насељен и у античко доба. На месту данашњег Штитара откривена су два насеља винчанске културе (период између 5000. и 3000. п. н. е.). У рано бронзано доба, као и у многим насељима овог краја, била је интензивна прерада метала, о чему сведочи депо од 11 бронзаних секира пронађених у Штитару. Под данашњим именом Штитар се први пут помиње 1788. године, као насеље са 12 кућа.
Прва школа је отворена 1863, сељаци су морали сами наћи учитеља. Почетком 1869. године у Штитару је отворена „повторна” – недељна школа за опште образовање оних који нису имали завршену основну школу. Похађало ју је 16 ученика.
Споменик палим ратницима је откривен у септембру 1922. Београдско Друштво за васпитање и заштиту деце отворило је овде 1938. насеље напуштене и сиромашне деце.
Током Другог светског рата школа је спаљена, а на месту старе школе подигнута је нова 1947. године. Школу је подигло село добровољним радом и великим залагањем књижара Луке Туфегџића чије име је и носила. Под овим именом школа је радила до 1969. године, а онда је прикључена матичној, Основној школи „Добросав Радосављевић Народ” у Мајуру. Данас школа у Штитару има осам одељења са око 120 ученика. У школи постоје четири учионице, информатички кабинет, библиотека, наставничка канцеларија, простор за предшколски узраст.

## Знамените личности
- Марко Штитарац (1780—1827), један од учесника у Првом српском устанку.
- Бранимир Ћосић (1903—1934), српски књижевник и новинар.
- Војислав Туфегџић (1914—1946), коњички гардијски официр Југословенске војске, мајор Југословенске војске у Отаџбини, командант Церског корпуса у оквиру Церско-мајевичке групе корпуса и потом Трећег јуришног корпуса Четврте групе јуришних корпуса.
- Мирослав Ђукић (1966), бивши југословенски фудбалер и бивши селектор репрезентације Србије, али и бивши тренер фудбалског клуба Партизан.
- Јанко Тумбасевић (1985), фудбалер.
- Ненад Гаврић (1992), млади таленат српског фудбала.

## Демографија
У насељу Штитар живи 1827 пунолетних становника, а просечна старост становништва износи 40,1 година (39,3 код мушкараца и 40,9 код жена). У насељу има 696 домаћинстава, а просечан број чланова по домаћинству је 3,28.
Ово насеље је великим делом насељено Србима (према попису из 2002. године), а у последња три пописа, примећен је пораст у броју становника.
|  |

| Демографија | Демографија | Демографија |
| Година      | Становника  | Становника  |
| ----------- | ----------- | ----------- |
| 1948.       | 1.447       |             |
| 1953.       | 1.630       |             |
| 1961.       | 1.949       |             |
| 1971.       | 2.072       |             |
| 1981.       | 2.183       |             |
| 1991.       | 2.256       | 2.233       |
| 2002.       | 2.285       | 2.355       |

| Етнички састав према попису из 2002.‍ | Етнички састав према попису из 2002.‍ | Етнички састав према попису из 2002.‍ | Етнички састав према попису из 2002.‍ | Етнички састав према попису из 2002.‍ |
| ------------------------------------ | ------------------------------------ | ------------------------------------ | ------------------------------------ | ------------------------------------ |
|                                      |                                      |                                      |                                      |                                      |
| Срби                                 | Срби                                 |                                      | 2.259                                | 98,86%                               |
| Црногорци                            | Црногорци                            |                                      | 4                                    | 0,17%                                |
| Хрвати                               | Хрвати                               |                                      | 3                                    | 0,13%                                |
| Роми                                 | Роми                                 |                                      | 3                                    | 0,13%                                |
| Југословени                          | Југословени                          |                                      | 3                                    | 0,13%                                |
| Украјинци                            | Украјинци                            |                                      | 1                                    | 0,04%                                |
| Румуни                               | Румуни                               |                                      | 1                                    | 0,04%                                |
| непознато                            | непознато                            |                                      | 3                                    | 0,13%                                |

| Година пописа     | 1948. | 1953. | 1961. | 1971. | 1981. | 1991. | 2002. |
| ----------------- | ----- | ----- | ----- | ----- | ----- | ----- | ----- |
| Број домаћинстава | 295   | 354   | 468   | 518   | 612   | 612   | 696   |

| Број чланова      | 1   | 2   | 3   | 4   | 5  | 6  | 7  | 8 | 9 | 10 и више | Просек |
| ----------------- | --- | --- | --- | --- | -- | -- | -- | - | - | --------- | ------ |
| Број домаћинстава | 113 | 148 | 134 | 144 | 78 | 56 | 15 | 6 | 1 | 1         | 3,28   |

| Пол    | Укупно | Неожењен/Неудата | Ожењен/Удата | Удовац/Удовица | Разведен/Разведена | Непознато |
| ------ | ------ | ---------------- | ------------ | -------------- | ------------------ | --------- |
| Мушки  | 948    | 285              | 592          | 54             | 16                 | 1         |
| Женски | 966    | 182              | 594          | 164            | 25                 | 1         |
| УКУПНО | 1.914  | 467              | 1.186        | 218            | 41                 | 2         |

| Пол    | Укупно                    | Пољопривреда, лов и шумарство | Рибарство                            | Вађење руде и камена | Прерађивачка индустрија       |
| ------ | ------------------------- | ----------------------------- | ------------------------------------ | -------------------- | ----------------------------- |
| Мушки  | 564                       | 311                           | 0                                    | 1                    | 60                            |
| Женски | 338                       | 215                           | 0                                    | 0                    | 18                            |
| УКУПНО | 902                       | 526                           | 0                                    | 1                    | 78                            |
| Пол    | Производња и снабдевање   | Грађевинарство                | Трговина                             | Хотели и ресторани   | Саобраћај, складиштење и везе |
| Мушки  | 7                         | 51                            | 35                                   | 5                    | 35                            |
| Женски | 1                         | 2                             | 35                                   | 3                    | 5                             |
| УКУПНО | 8                         | 53                            | 70                                   | 8                    | 40                            |
| Пол    | Финансијско посредовање   | Некретнине                    | Државна управа и одбрана             | Образовање           | Здравствени и социјални рад   |
| Мушки  | 0                         | 7                             | 19                                   | 8                    | 10                            |
| Женски | 1                         | 4                             | 10                                   | 11                   | 28                            |
| УКУПНО | 1                         | 11                            | 29                                   | 19                   | 38                            |
| Пол    | Остале услужне активности | Приватна домаћинства          | Екстериторијалне организације и тела | Непознато            | Непознато                     |
| Мушки  | 8                         | 0                             | 0                                    | 7                    | 7                             |
| Женски | 0                         | 0                             | 0                                    | 5                    | 5                             |
| УКУПНО | 8                         | 0                             | 0                                    | 12                   | 12                            |